# اولوواواتا
اولوواواتا (به لاتین: Oluwawatta) یک منطقهٔ مسکونی در سری‌لانکا است که در استان مرکزی (سری‌لانکا) واقع شده‌است.